# Бантыш-Каменский, Дмитрий Николаевич
Дми́трий Никола́евич Банты́ш-Каме́нский (5 [16] ноября 1788, Москва — 25 января [6 февраля] 1850, Санкт-Петербург) — русский историк и чиновник, тобольский и виленский губернатор. Тайный советник (1841 год). Сын Николая Николаевича Бантыш-Каменского.

## Биография
Образование получил домашнее, в 1800 году определён был юнкером в московский архив Иностранной коллегии, управляющим которого состоял его отец.
Будучи командирован в Сербию, Бантыш-Каменский имел возможность обозреть Малороссию и страны, лежавшие по пути, которые и были им описаны в изданном им «Путешествии в Молдавию, Валахию и Сербию» (М., 1810).
В 1812 году Бантыш-Каменский сопровождал отца в Нижний Новгород, куда на время был вывезен архив. По возвращении в Москву Бантыш-Каменский слушал лекции в университете, но вскоре за тем, по смерти отца (1814), перешёл на службу в Петербург в Коллегию иностранных дел.
Прекрасное знание языков открывало перед ним широкое поле дипломатической деятельности, но этим он не воспользовался, а поступил сначала чиновником особых поручений, а потом правителем канцелярии к князю H. Г. Репнину, назначенному в 1816 году военным губернатором Малороссии. Пятилетнее пребывание здесь дало ему возможность вновь предаться любимым архивным занятиям, плодом которых является его «История Малой России от присоединения её к Российскому государству до отмены гетманства, с общим введением, приложением материалов и портретами» (4 тома, 1822; 2-е издание, 3 тома, Москва, 1830; 3-е издание, 1842) — труд, предпринятый по поручению князя Репнина, который принимал даже непосредственное участие в составлении первого тома. Источниками для автора послужили рукописный труд его отца по тому же предмету, многочисленные документы московского архива, материалы архива Малороссийской коллегии (при губернском правлении в Чернигове), архив князя Репнина и многие местные материалы. Труд этот, не лишённый недостатков, долгое время оставался единственной цельною историей Малороссии.
В марте 1825 года Бантыш-Каменский назначен был губернатором в Тобольск. В этой должности он много заботился о благоустройстве города, улучшении быта ссыльных и местных инородцев (способствовал отмене калыма среди диких вогулов), о промышленности края и т. п.
Несмотря, однако, на столь полезную деятельность, Бантыш-Каменский в 1828 году стал жертвою сенаторской ревизии, за которую потянулись следствие и суд в Петербурге (по 1834 год). По поводу этих преследований он составил подробную записку под заглавием «Шемякин суд в XIX столетии»; часть её была напечатана в Русской старине 1873 года.
Пользуясь своим невольным досугом, Бантыш-Каменский вновь отдался любимым литературным занятиям. К этому времени относится его «Словарь достопамятных людей русской земли» (5 томов, Москва, 1836, дополнения в 3 томах, Спб., 1847), основанный на множестве архивных источников, фамильных документов и устных сообщениях.
В мае 1836 года Бантыш-Каменский назначен был губернатором Виленской губернии; здесь он обратил внимание на улучшение богоугодных заведений и госпиталей, на устройство городов, но в 1838 году был отозван и причислен к Министерству внутренних дел. Затем он состоял членом совета этого министерства (1839) и членом департамента уделов (1840), а в 1841 году пожалован в тайные советники.
К последнему периоду жизни Бантыш-Каменского принадлежат его «Биографии российских генералиссимусов и генерал-фельдмаршалов» (4 части, СПб., 1840—1841), на издание которых император Николай I пожаловал 2000 рублей.

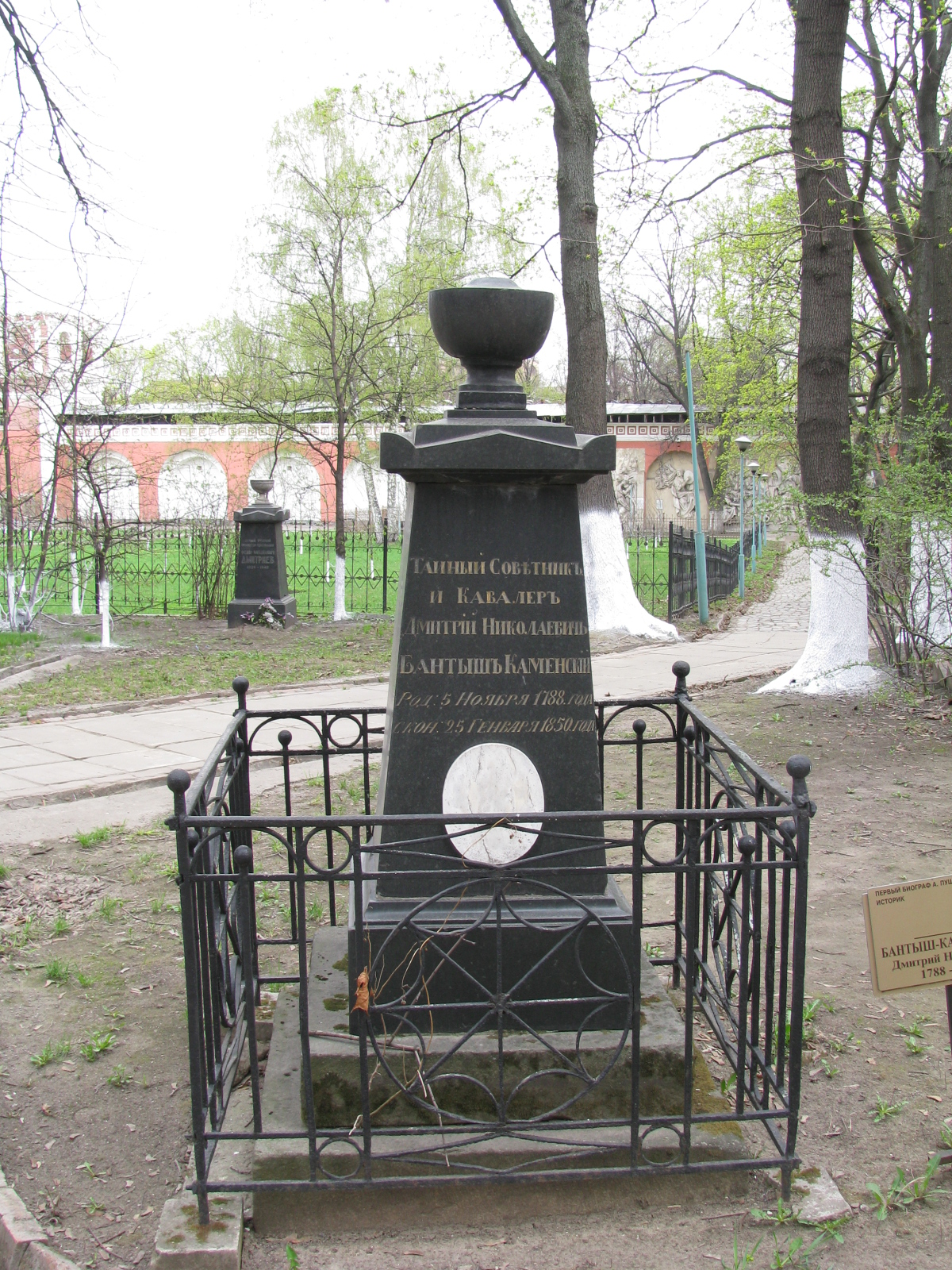
Надгробие в Донском монастыре

Бантыш-Каменский умер в Петербурге 25 января 1850 года от воспаления лёгких, похоронен в Москве, в Донском монастыре.
Он был женат три раза и оставил значительное семейство, но ни служба, ни литературные труды его не обогатили, так что на погашение его долгов император Николай Павлович пожаловал 10 000 рублей.